# Eryngium pilularioides
Eryngium pilularioides là một loài thực vật có hoa trong họ Hoa tán. Loài này được Hemsl. & Rose mô tả khoa học đầu tiên năm 1905.